# Antonios Nikopolidis
Antonios Nikopolidis (Grieks: Αντώνιος Νικοπολίδης) (Arta, 14 januari 1971) is een voormalig Grieks profvoetballer en huidig voetbaltrainer die speelde als doelman. Nikopolidis werd in zijn voetbalcarrière achtmaal uitgeroepen tot Grieks Doelman van het Jaar, waarmee hij een record vestigde. Tevens werd Nikopolidis in 2004 verkozen tot lid van het UEFA Europees Kampioenschap Team van het Toernooi, nadat Griekenland het Europees kampioenschap voetbal in Portugal won.

## Clubcarrière

### Anagennisi Arta
Nikopolidis werd op 14 januari 1971 geboren te Arta (destijds Koninkrijk Griekenland) en speelde in zijn jeugd voor het lokale Anagennisi Arta, waarvoor hij in 1987 zijn debuut maakte in het eerste elftal van de club.

### Panathinaikos
In juli 1989 vertrok Nikopolidis naar Panathinaikos, waar hij uiteindelijk vijftien seizoen zou spelen. Hij won met de club vijfmaal het Grieks landskampioenschap, vijfmaal de Beker van Griekenland en tweemaal de Griekse supercup.

### Olympiakos Piraeus
In juli 2004 vertrok Nikopolidis naar Olympiakos, waarmee hij in zeven seizoenen zesmaal het Grieks landskampioenschap, viermaal de Beker van Griekenland en eenmaal de Griekse supercup won. Op 17 april 2011 speelde Nikopolidis zijn laatste competitiewedstrijd voor Olympiakos in de gewonnen thuiswedstrijd tegen AE Larissa.

## Interlandcarrière
Hij is het meest bekend door zijn prestatie tijdens het Europees kampioenschap voetbal 2004 in Portugal, waarin het Griekse elftal Europees kampioen werd door het Portugees elftal met 0–1 in de finale te verslaan. Portugal werd, met onder anderen spelers als Cristiano Ronaldo, Luís Figo, Deco en Rui Costa, voor de finale als titelfavoriet bestempeld. Nikopolidis speelde sinds 1997 negentig interlands voor Griekenland. Hij maakte zijn interlanddebuut op 18 augustus 1999 in een oefeninterland tegen El Salvador. Op 14 juni 2008, na een 0–1 nederlaag tegen Rusland op het EK 2008, gaf de Griekse doelman aan dat hij na het toernooi zou stoppen als international.

## Trainerscarrière
Na het einde van zijn voetbalcarrière werd Nikopolidis in 2012 de assistent-trainer van Olympiakos. Hij werd in januari 2013 aangesteld als interim-hoofdtrainer van Olympiakos na het ontslag van Leonardo Jardim. Na de komst van hoofdtrainer Míchel bleef hij assistent bij de club. Na het einde van het seizoen 2012/13 verliet Nikopolidis Olympiakos om zijn carrière als hoofdtrainer te beginnen. Op 1 oktober 2015 werd hij benoemd tot bondscoach van het Grieks voetbalelftal onder 20 en 21. Sinds oktober 2019 fungeert Nikopolidis als jeugdtrainer en hoofd jeugdopleiding bij Olympiakos.

## Erelijst
Als speler
 Panathinaikos
- Grieks landskampioenschap: 1989/90, 1990/91, 1994/95, 1995/96, 2003/04
- Beker van Griekenland: 1990/91, 1992/93, 1993/94, 1994/95, 2003/04
- Griekse supercup: 1993, 1994

 Olympiakos Piraeus
- Grieks landskampioenschap: 2004/05, 2005/06, 2006/07, 2007/08, 2008/09, 2010/11
- Beker van Griekenland: 2004/05, 2005/06, 2007/08, 2008/09
- Griekse supercup: 2007

 Griekenland
- UEFA EK: 2004

Individueel als speler
- Grieks Doelman van het Jaar: 1999/00, 2001/02, 2002/03, 2003/04, 2004/05, 2005/06, 2007/08, 2008/09 (record)
- UEFA Europees Kampioenschap Team van het Toernooi: 2004

Als assistent-trainer
- Grieks landskampioenschap: 2012/13
- Beker van Griekenland: 2012/13